# Refugio Doctor Guillermo Mann
El refugio Doctor Guillermo Mann (también llamado Federico Puga, Punta Spring o Spring-INACH) es una instalación antártica de Chile, actualmente derruida y en desuso. No se debe confundir con la Base Doctor Guillermo Mann o Base Shirreff ubicada en la isla Livingston. 
El antiguo refugio se ubica en la costa occidental de la península Antártica, específicamente en punta Spring, bahía Hughes, en la ribera del estrecho de Gerlache, en la costa Danco. Sus coordenadas geográficas son 64°18′S 61°03′O / -64.300, -61.050. Sus estructura encuentra relativamente próxima a la Base Gabriel González Videla. Pese a su mal estado ha sido usado esporádicamente como cobijo por exploradores deportivos. El refugio perteneció al Instituto Antártico Chileno (INACH). Cuando funcionó albergaba hasta cuatro investigadores, que lo ocupaban de manera esporádica o estacional (temporada de verano).

## Historia
El refugio de madera fue montado en un promontorio rocoso en la temporada del verano 1972-1973 por el INACH. Fue habilitado el 1 de febrero de 1973 y bautizado como Punta Spring, siendo más conocido como Spring INACH, y destinado a estudios de geodesia y glaciología. Fue la primera instalación antártica del INACH. El refugio actualmente se encuentra inactivo y ruinoso. Si bien conserva su estructura gruesa, ésta ha perdido planchas y puerta, por lo que ya no es hermético.